# Жеремоабу
Жеремоабу (порт. Microrregião de Jeremoabo) — мікрорегіон в Бразилії, входить в штат Баїя. Складова частина мезорегіону Північний схід штату Баїя. Населення на 2005 рік становить 111 574 осіб. Займає площу 8197,790 км². Густота населення — 13,6 чол./км².

## Склад мікрорегіону
До складу мікрорегіону включені наступні муніципалітети:
1. Коронел-Жуан-Са
2. Жеремуабу
3. Педру-Алешандрі
4. Санта-Бріжида
5. Сітіу-ду-Кінту

| Бразилія | Це незавершена стаття з географії Бразилії. Ви можете допомогти проєкту, виправивши або дописавши її. |